# Pretty Penny
Pretty Penny è un brano musicale del gruppo musicale statunitense Stone Temple Pilots, proveniente dal loro secondo album in studio Purple (1994).

## Descrizione
La canzone è un interludio acustico in mezzo a tracce aggressive e distorte, perfetto esempio dello stile variegato dell'album Purple.
Scott Weiland ha dichiarato che la canzone tratta dei suoi problemi personali con l'eroina, citandola come una delle preferite del disco.

## Classifiche
| Classifica (1995)             | Posizione massima |
| ----------------------------- | ----------------- |
| Stati Uniti (mainstream rock) | 12                |